# کارول کرکوود
کارول کرکوود (انگلیسی: Carol Kirkwood؛ زادهٔ ۲۹ مهٔ ۱۹۶۲) مجری تلویزیون اهل بریتانیا است.